# Bruto e Porzia
Bruto e Porzia è un dipinto tempera su tavola (48,7x34,3 cm) di Ercole de' Roberti, databile al 1486-1490 circa e conservato nel Kimbell Art Museum di Fort Worth, Texas.

## Storia
Il dipinto fa parte con la Moglie di Asdrubale coi figli e Lucrezia di una serie di donne famose dell'antichità commissionate probabilmente da Eleonora d'Aragona, moglie di Ercole I d'Este. Gli ideali di queste eroine infatti ben si addicevano al motto del padre di Eleonora, il potente re Ferrante di Napoli: "Preferisco la morte al disonore".
Il dipinto arrivò nel museo di Fort Worth nel 1986.

## Descrizione e stile
Il soggetto del dipinto è piuttosto raro e deriverebbe dagli Atti e detti memorabili degli antichi romani di Valerio Massimo. Porzia era la moglie di Marco Giunio Bruto, il cospiratore contro Giulio Cesare. Venuta a conoscenza della trama segreta del marito, essa lo minacciò di togliersi la vita se il piano fosse fallito. Per dimostrare la sua determinatezza si ferì il piede destro, sul quale il pittore raffigurò un taglietto sanguinante. Con l'uccisione del marito a Filippi, Porzia compì poi il suo voto e si uccise inghiottendo carboni ardenti.
Il tema è quello della resistenza alla tirannia o alla sottomissione anche perdendo la propria vita ma mantenendo il proprio onore.
La scena è ambientata davanti a un telo verde appeso a una pertica, che imita le opere di Giovanni Bellini, con un uso elegantissimo del colore brillante, che arriva ad effetti di virtuosismo nella veste cangiante di Porzia. Tipici dello stile dell'artista sono la forte caratterizzazione delle espressioni, soprattutto quella corrucciata di Bruto, e il panneggio dalla complessa pieghettatura, dove prevalgono linee spezzate e un'illuminazione incidente.